# Гражданская война в Колумбии (с 1964)
Гражданская война в Колумбии — асимметричная война, начавшаяся в 1964 году (активно — с 1966 года), между правительством Колумбии, военизированными группами, преступными синдикатами и левыми партизанами (ФАРК, АНО) за влияние и власть в стране.
Считается, что исторически гражданская война стала продолжением Ла Виоленсии — вооруженной борьбы между консерваторами и либералами в 1948—1958 годах. Победа консерваторов в этой борьбе привела к объединению либеральных и коммунистических боевиков в Революционные вооружённые силы Колумбии (ФАРК).
Причины начала конфликта каждая из сторон трактует в свою пользу. ФАРК и другие партизанские движения заявляют, что борются за права бедных в Колумбии, чтобы защитить их от государственного насилия и обеспечить социальную справедливость. Правительство Колумбии заявляет, что борется за порядок и стабильность и стремится защитить права и интересы своих граждан. Военизированные ультраправые («парамилитарес») группы заявляют, что они лишь отвечают на предполагаемые угрозы со стороны партизанских движений. И партизаны, и ультраправые обвиняются в участии в незаконном обороте наркотиков и терроризме. Наконец, все стороны, участвующих в конфликте, подвергаются критике за многочисленные нарушения прав человека.
По данным исследования, проведенного Национальным центром исторической памяти Колумбии, 220000 человек погибли в конфликте между 1958 и 2013 годами, большинство из них — мирные жители (177307 человек), более пяти миллионов гражданских лиц были вынуждены покинуть свои дома в период между 1985 и 2012 годами.
В 2012 году ФАРК начали переговоры с правительством Колумбии, что дало надежду на скорое окончание гражданской войны. 16 мая 2014 года правительство Колумбии и повстанцы договорились сообща бороться с незаконным оборотом наркотиков.
26 сентября 2016 года правительство Колумбии и ФАРК подписали в Картахене исторический договор о прекращении боевых действий. 2 октября 2016 года в Колумбии прошёл общенациональный референдум. Граждане страны должны были решить: принять Колумбии условия мирного договора с ФАРК или продолжить ведение боевых действий. Более половины граждан Колумбии на референдуме высказались против подписания мирного договора с ФАРК, однако режим прекращения огня продолжил действовать.

## Суть и истоки конфликта
Противостоящими сторонами в гражданской войне являются:
- правительственные силы при активной военно-политической поддержке США
- леворадикальные формирования Революционные вооружённые силы Колумбии (ФАРК) и Армия национального освобождения (АНО)
- ультраправые парамилитарес — ранее Объединённые силы самообороны Колумбии (AUC), после 2006 года — неформализованные формирования и организация «Águilas Negras» («Чёрные орлы»).

Вооруженный конфликт в Колумбии имеет глубокие экономические, политические и социальные предпосылки, сформировавшиеся в стране 50 лет назад. В ранний период (1974—1982 годы) партизанские группы, такие как ФАРК, АНО и другие, выдвигали лозунги всеобщего равенства и достижения коммунизма, что позволило им завоевать поддержку со стороны некоторых слоев местного населения. С середины 1980-х годов коммунистические лозунги стали терять популярность, а правительство Колумбии, укрепив налогово-бюджетную систему и реформировав систему местного самоуправления, перехватило инициативу в борьбе с оппозицией. В 1985 году при участии ФАРК была образована партия Патриотический союз (ЮП). В конце концов, ЮП дистанцировался от повстанческих групп и перешёл к парламентской борьбе.
16 мая 1961 года Джон Ф. Кеннеди объявил об учреждении в Колумбии подразделения Корпуса мира — гуманитарной организации, фактически направленной на сдерживание коммунизма в развивающихся странах. 64 добровольца в дальнейшем будет отвечать за оказание помощи сельским общинам в развитии сельского хозяйства, строительства, образования и здравоохранения. Как ни парадоксально, но эти добровольцы, включившись в колумбийское сельское хозяйство, стали первыми международными наркоторговцами, которые впоследствии объединились с американской мафией. Наркомафия в Колумбии берет своё начало в 1970-х годах со стартом поставок кокаина в США.
Колумбийское правительство начало борьбу с наркокартелями, которые появились в стране в 1980-х годах, а левые партизанские группы и правые военизированные организации установили с ними связи, зарабатывая на наркотрафике. Это привело к потере их поддержки со стороны местного населения.
Во время президентства Альваро Урибе правительство начало активное военное давление на ФАРК и другие запрещенные группы. После проведенного наступления многие показатели борьбы с преступностью были улучшены. С 2002 года насилие в стране значительно снизилось, при этом некоторые военизированные группы самораспустились в рамках мирного процесса, и партизаны потеряли контроль над большей частью территории, которую они когда-то контролировали. Колумбия достигла значительного снижения объёмов производства кокаина, что позволило директору Бюро по борьбе с оборотом наркотиков США Р. Керликовске объявить, что Колумбия больше не является крупнейшим в мире производителем кокаина. При этом США по-прежнему крупнейший в мире потребитель наркотиков.
В феврале 2008 года миллионы колумбийцев протестовали против ФАРК. 26 648 бойцов ФАРК и АНО сложили оружие с 2002 года.
В 2012 году начался мирный диалог между правительством Колумбии и партизанами ФАРК с целью найти политическое решение вооруженного конфликта. Кроме того, правительство начало процесс оказания помощи и возмещения ущерба жертвам конфликта.

## Предыстория

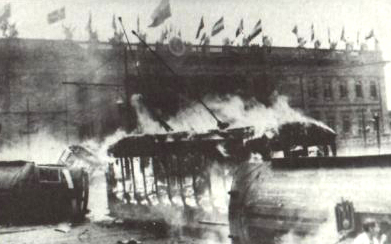
Столкновения у здания Конгресса в период Боготасо.

Происхождение вооруженного конфликта в Колумбии связано с аграрными беспорядками 1920 года в областях Сумапас и Текендама. Крестьяне в то время боролись за право собственности на кофейные плантации, что вызвало раскол между консерваторами и либералами.
В 1948 году убийство одного из левых лидеров либералов Хорхе Гайтана привело к вооруженному конфликту, Боготасо — бунту в столице, в ходе которого погибло более 4000 человек, а также к Ла Виоленсия — последовавшей десятилетней войне между сторонниками Консервативной и Либеральной партий, унёсшей жизни более 200 000 жителей страны.
С окончанием Ла Виоленсии большинство отрядов самообороны и партизанских отрядов, состоявших из сторонников Либеральной партии, были распущены, но в то же время некоторые бывшие либералы и коммунистические группы продолжали существовать в нескольких сельских анклавах. Одной из таких либеральных групп были «Революционные вооружённые силы Колумбии», или ФАРК (FARC), образованные Думаром Альхуре в начале 1950-х годов.
Кроме того, в 1958 году в стране установилась исключительно двухпартийная политическая система благодаря созданию в результате соглашения между либералами и консерваторами Национального фронта. Однако это соглашение мало ослабило взаимную неприязнь между сторонниками двух партий.

## Ход конфликта

### 1960-е годы
В начале 1960-х годов колумбийские армейские подразделения, верные Национальному фронту, начали нападать на крестьянские общины под предлогом, что эти крестьянские общины были местом сосредоточения бандитов и коммунистов. В 1964 году массированное нападение армии на общину Маркеталия привело к созданию ФАРК. Несмотря на кордоны из пехоты и полиции вокруг Маркеталии, Мануэлю Маруланде удалось бежать из окружения.
В отличие от ФАРК, которая имела корни в предшествующей борьбе либералов с консерваторами в сельской местности, Армия национального освобождения, или АНО (ELN) в основном сформировалась в результате студенческих беспорядков и имела тенденцию следовать за небольшой группой харизматичных лидеров, в том числе представителем теологии освобождения Камило Торресом Рестрепо. Обе партизанские группы в течение 1960-х годов действовали в основном в отдаленных районах страны.
Колумбийское правительство организовало несколько рейдов против партизан в конце 1950-х и начале 1960-х годов. Эти усилия были поддержаны правительством США и ЦРУ.

### 1970-е годы
К 1974 году вызов правительству бросило сформировавшееся в 1970 году «Движение 19 апреля» (M-19), что привело к началу новой фазы конфликта. M-19 было образовано как городской партизанский отряд в ответ на фальсификацию результатов выборов 1970 года со стороны ставшего президентом Мисаэля Пастраны. 7 сентября 1975 года был убит генеральный инспектор Вооружённых Сил генерал Рамон Артуро Ринкон Киньонес; 28 июля 1976 был убит командующий повстанческой Народно-освободительной армией Педро Леон Арболеда; лидер Конфедерации колумбийских рабочих (CTC) Хосе Ракель Меркадо был похищен и убит 19 апреля 1976 года.
В 1976 году в стране было введено осадное положение.

### 1980-е годы
К 1982 году либеральное правительство во главе с Хулио Турбай Айяла достигло определённых успехов в борьбе с АНО и М-19, приняв ряд законов, разрешавших применять особые меры к подозреваемым в принадлежности к повстанцам. Эти меры привели к многочисленным обвинениям в адрес властей в военных преступлениях и нарушении прав человека в отношении захваченных партизан.
Усталость населения от конфликта позволила выиграть президентские выборы 1982 года консерватору Белисарио Бетанкуру, который предложил повстанцам переговоры и договорился с ФАРК в 1984 году о прекращении огня и освобождении арестованных партизан. Перемирие также было достигнуто с M-19. АНО отклонила предложение о переговорах и продолжала функционировать за счет похищений людей, вымогательств и угроз, в частности в адрес иностранных нефтяных компаний европейского и американского происхождения.
По мере развития конфликта росли объёмы торговли наркотиками. Партизаны и наркобароны установили тесные связи, хотя периодически между ними вспыхивали конфликты. В конце концов похищение партизанами членов семьи Очоа из Медельинского наркокартеля привело к созданию в 1981 году «эскадронов смерти» — «Muerte а Secuestradores» (MAS, «Смерть похитителям»). Давление со стороны правительства США и колумбийского правительства было встречено насилием: Медельинский картель начал кампанию по подкупу и физическому устранению публичных деятелей, которые поддерживали идею экстрадиции – выдачи колумбийских граждан США. В числе жертв «эскадронов смерти» оказался министр юстиции Родриго Лара Бонилья, убитый в 1984 году, это убийство заставило администрацию Бетанкура прямо выступить против наркобаронов.
Перемирие с М-19 закончилось, когда партизаны возобновили боевые действия в 1985 году, утверждая, что прекращение огня неоднократно нарушалось самими правительственными войсками, угрожавшими и нападавшими на семьи партизан. Администрация Бетанкура, в свою очередь, заявила о своей приверженности мирному процессу и продолжала вести переговоры с ФАРК, которые в итоге привели к созданию Патриотического союза (Union Patriótica — ЮП) — легальной и политической организации.
6 ноября 1985 года 55 партизан Движения М-19 захватили Дворец правосудия и взяли 70 судей Верховного суда в заложники (ещё около 200 служащих были заперты в кабинетах), потребовали опубликовать во всех газетах манифест М-19 и все отчёты заседаний «комиссии мира» (контролировавшей подписанное в 1984 году соглашение о прекращении огня) и предоставить М-19 возможность в течение 4-х дней вести часовые передачи по радио и телевидению. Б. Бетанкур отказался вступать в переговоры, партизаны отклонили предложение о сдаче и последующем «справедливом судебном процессе». В ходе последовавшего многочасового штурма со стороны армии с участием танков, БТР, вертолётов и десантников около 120 человек погибли, среди них все партизаны, несколько высокопоставленных военных, председатель и 12 судей Верховного суда. Обе стороны обвиняли друг друга в таком исходе, это положило конец мирному процессу администрации Бетанкура .
После этого отдельные члены ФАРК, первоначально поддержавшие своё руководство в вопросах перемирия, начали проводить собственные акции, отказываясь разоружаться. Напряжение в руководстве ФАРК значительно увеличилось, тем более что обе стороны начали обвинять друг друга в несоблюдении режима прекращения огня.
По словам историка Даниэля Пеко, создание легального Патриотического союза ФАРК не воспринимали как перерождение своей организации. Лидер ФАРК Хакобо Аренас настаивал, что создание Патриотического союза не означает разоружения движения и прекращения сопротивления.
В октябре 1987 года был убит кандидат в президенты Хайме Пардо Леаль. Террор в стране разрастался, помимо действовавших «эскадронов смерти» в стране появились отряды убийц, финансируемые не только наркокартелями, но и представителями ультраправых военных, которые выступали против мирного процесса Бетанкура и преследовали собственные цели в борьбе за власть

### 1990-е годы

#### Начало 1990-х годов
Администрация Вирхилио Барко Варгаса (1986—1990), в дополнение к трудностями переговоров с повстанцами, также унаследовала хаос в противостоянии наркобаронам, которые устраивали акты терроризма и убийства в ответ на попытки правительства организовать их экстрадицию за рубеж.
В июне 1987 года режим прекращения огня между ФАРК и правительством Колумбии официально рухнул после того, как боевики напали на воинскую часть в джунглях Какета. По словам журналиста Стивена Дадли, лидер ФАРК Хакобо Аренас считал, что этот инцидент не противоречит намерению организации продолжать диалог, но президент Барко выдвинул партизанам ультиматум и потребовал, чтобы они немедленно разоружились.
К 1990 году по крайней мере 2500 членов Патриотического союза со стороны ФАРК были убиты, в том же году был убит кандидат в президенты, коммунист, Бернардо Харамильо Осса, близкий к ФАРК. Колумбийское правительство сначала обвиняло в этом убийстве наркобарона Пабло Эскобара, но журналист Стивен Дадли утверждает, что члены Патриотического союза подозревали в организации убийства министра внутренних дел Карлоса Лемоса Симмондса, другие — представителя военного командования Фиделя Кастаньо и Административный департамент безопасности (DAS). Историк Пеко и Дадли утверждают, что Харамильо стал жертвой напряженности между ним, ФАРК и Коммунистической партией по поводу методов политической борьбы. Смерть Харамильо привела к уходу групп боевиков из ФАРК, сама организация вернулась в подполье.
М-19 и несколько более мелких партизанских отрядов включились в мирный процесс, который завершился выборами их представителей в Учредительное собрание Колумбии, принявшее новую конституцию в 1991 году.
Нерегулярные контакты с ФАРК продолжались с переменным успехом. В 1990 году президент Сезар Гавирия Трухильо (1990—1994) отдал приказ колумбийской армии атаковать лагерь ФАРК в Ла Урибе. Повстанцы ответили своим наступлением, но в итоге обе стороны решили перейти к переговорам. В 1991 году стороны провели короткие переговоры в Каракасе, столице Венесуэлы, а в 1992 году — в Тласкале. Несмотря на подписание ряда документов, никаких конкретных результатов достигнуто не было.

#### Середина 1990-х годов
Военная активность ФАРК в течение 1990-х годов продолжила расти за счет денег от похищений людей и участия в наркоторговле. Партизаны защищали деревни, выращивавшие коку, и получали взамен «налог» в деньгах или урожаем. В этом контексте ФАРК удалось набрать и обучить новых бойцов, которых стали использовать в партизанских рейдах против правительственных баз и патрулей, в основном на юго-востоке Колумбии.
В середине 1996 года началось гражданское движение протеста против действий колумбийского правительства по истреблению посевов коки. Различные аналитики подчеркивают, что само движение возникло само по себе, но в то же время ФАРК активно способствовал демонстрантам. Кроме того, в 1997 и 1998 годах чиновники в десятках муниципальных образований на юге страны получали угрозы, становились жертвами убийств, похищений и были вынуждены уйти в отставку.
В Лас-Делисиас пять отрядов ФАРК (около 400 партизан) напали на военную базу 30 августа 1996 года, погибли 34 солдата, ранены 17 и около 60 были взяты в заложники. Ещё одно крупное нападение произошло в городе Эль-Бильяр 2 марта 1998 года, где батальон колумбийской армии попал в засаду партизан, в результате чего погибли 62 солдата, а 43 были взяты в плен. В результате других атак ФАРК против полицейских баз в Мирафлоресе, Гуавьяре и Ла Урибе в августе 1998 года погибли более ста солдат, полицейских и гражданских лиц.
Эти атаки усугубили положение президента Эрнесто Сампера Пизано (1994—1998), который и без того был объектом критики из-за сведений о финансировании его президентской кампании за счет продажи наркотиков. Администрация Сампера выступила против атак ФАРК, постепенно отказываясь от многочисленных уязвимых и изолированных форпостов в сельской местности и концентрируя армию и полицию в укрепленных крепостях. Сампер также связался с партизанами, чтобы договориться об освобождении некоторых или всех заложников. В июле 1997 года были освобождены 70 военнослужащих, переговоры об освобождении остальных велись в течение 1997 и 1998 годов.
В целом, эти события были восприняты некоторыми колумбийскими и зарубежными аналитиками как поворотный момент в вооруженном противостоянии, обозначив преимущество ФАРК над слабым правительством. В 1998 году в результате утечки информации стало известно, что военная разведка США считает вероятным падение центрального правительства Колумбии в течение 5 лет, если не удастся сформировать оппозицию ФАРК. Некоторые рассматривали этот отчет как неточный и паникёрский.
Также в этот период возрастает активность военизированных групп, как легальных, так и нелегальных. Создание ультраправой организации CONVIVIR было санкционировано Конгрессом и администрацией Сампера в 1994 году для борьбы с партизанами. Члены групп CONVIVIR были обвинены правозащитными организациями в совершении многочисленных злоупотреблений в отношении гражданского населения. В 1997 году Конституционный суд Колумбии ограничил полномочия организации и потребовал строгого надзора за их деятельностью. Однако в апреле 1997 года несколько бывших членов CONVIVIR создали Объединённые силы самообороны Колумбии, или AUC (АУК) — военизированную милицию, тесно связанную с незаконным оборотом наркотиков, которые, начиная с 1997 года, осуществляли нападения на повстанческие группы ФАРК и АНО, а также гражданских лиц. АУК первоначально действовали в центральной и северо-западной части страны, проведя серию рейдов в районы влияния партизан и против тех, кто, как они считали, поддерживал партизан. Для обучения новых участников АУКа были призваны военные компании, примером такой компании является «Ход а-ханит» — частная израильская военная организация под руководством Яира Кляйна.

#### 1998—1999
7 августа 1998 года Андрес Пастрана Аранго был приведен к присяге в качестве президента Колумбии. Программа нового президента была основана на приверженности достижению мирного урегулирования многолетнего конфликта в Колумбии и на сотрудничестве с Соединенными Штатами в борьбе с незаконным оборотом наркотиков.
В июле 1999 года колумбийские военные напали на город Пуэрто-Льерас, где были размещены лагеря ФАРК. США предоставили Колумбии транспортные самолеты и материально-техническую поддержку. Колумбийские правительственные войска обстреливали и бомбили город на протяжении более 72 часов. В ходе операции три гражданских лица были убиты и несколько ранены. Повстанцы были вынуждены покинуть этот район, многие из них были убиты или ранены. Колумбийское правительство объявило это значительной победой. В августе 1999 года в Боготе был застрелен популярный сатирик Хайме Гарсон.

### 2000—2006
2000—2006 годы были омрачены тысячами смертей в результате продолжавшейся войны между колумбийскими Вооруженными Силами и военизированными группами, такими как АУК, с одной стороны, и повстанцами ФАРК, АНО, ЕПЛ — Народной армии освобождения – с другой.
Во время первого срока президента Альваро Урибе (2002—2006) ситуация в сфере безопасности в Колумбии была крайне хрупкой. Власти очень мало сделали в решении структурных проблем страны, таких как бедность и неравенство, возможно, отчасти из-за политических конфликтов между администрацией и Конгрессом Колумбии (в том числе, по поводу закона, который позволил Урибе переизбираться) и относительного отсутствия свободных средств и кредитов. Некоторые критики обвиняли Урибе в том, что его мероприятия по снижению уровня преступности и партизанской активности направлены в итоге на силовое решение внутреннего конфликта, не считаясь с нарушениями прав человека.
В 2001 году АУК были включены в список террористических организаций американским Госдепартаментом, Евросоюз и Канада вскоре последовали этому примеру.
17 января 2002 года ультраправые боевики вошли в деревню Ченке и разделили жителей деревни на две группы. Затем они прошли от человека к человеку в одной из групп и разбили голову каждому кувалдами и булыжниками, убив 24 человека. Колумбийские военные бездействовали. Ещё два тела были позднее обнаружены сброшенными в неглубокую могилу. После расправы боевики подожгли деревню.
В 2004 году был обнародован документ 1991 года из Архива национальной безопасности США, в котором военная разведка описывала тогдашнего сенатора Урибе как «близкого друга» и сотрудника наркобарона Пабло Эскобара. Администрация Урибе отрицала эти обвинения.
С 2004 года в Колумбии был начат процесс разоружения военизированных групп (особенно АУК), который к 12 апреля 2006 года привел к разоружению 1700 бойцов в городе Касибаре.
В мае 2006 года президентские выборы принесли победу Урибе с результатом 62 % голосов против 22 % у левого Карлоса Гавирии.

### 2007—2009
28 июня 2007 года ФАРК неожиданно сообщили о гибели 11 из 12 похищенных провинциальных депутатов департамента Валье-дель-Каука. Правительство Колумбии обвинило ФАРК в убийстве заложников и заявило, что правительственные войска не предпринимали действий по их освобождению. ФАРК же утверждали, что гибель заложников произошла во время перестрелки в ходе нападения на их лагерь «неопознанный вооруженной группы».
В 2007 году президент Венесуэлы Уго Чавес и колумбийский сенатор Пьедад Кордова выступили в качестве посредников в гуманитарном обмена между ФАРК и правительством Колумбии. Президент Колумбии Альваро Урибе дал Чавесу разрешение на посредничество, при условии, что все его встречи с ФАРК будут проходить в Венесуэле и что Чавес не будет иметь дела с колумбийскими военными, а вместо этого использует собственные дипломатические каналы. Тем не менее, Урибе внезапно прекратил посреднические усилия Чавеса 22 ноября 2007 года, после того как тот лично связался с генералом Марио Монтойя, командующим колумбийской национальной армией. В ответ Чавес заявил, что он все ещё готов быть посредником, но при этом отозвал посла Венесуэлы из Колумбии и заморозил колумбийско-венесуэльские отношения. Урибе ответил, что Колумбии необходимо «посредничество в борьбе с терроризмом, а не попытки Чавеса узаконить терроризм» и что Чавес заинтересован не в укреплении мира в Колумбии, а в установлении своего господства в регионе.
В конце 2007 года ФАРК согласились освободить бывшего сенатора Консуэло Гонсалеса, политика Клару Рохас и её сына Эммануэля, родившегося в плену в результате её отношений с одним из похитителей. «Операция Эммануэль» была проведена усилиями Уго Чавеса с разрешения правительства Колумбии. Освобождение было запланировано на 26 декабря, но сорвалось, как заявили ФАРК, из-за правительственных военных операций. Тем не менее, 10 января 2008 года ФАРК освободили Рохас и Гонсалеса при посредничестве Международного Комитета Красного Креста.
13 января 2008 года Уго Чавес заявил о своем несогласии со стратегией ФАРК: «Я не согласен с похищениями и я не согласен с вооруженной борьбой». Он повторил свой призыв к политическому решению конфликта и окончанию войны в марте и июне 2008 года.
В феврале 2008 года ФАРК освободили ещё четырёх политических заложников «в качестве жеста доброй воли» по отношению к Чавесу, который послал венесуэльские вертолеты в колумбийские джунгли для вывоза освобожденных заложников.
1 марта 2008 года колумбийские вооруженные силы начали военную операцию против ФАРК, вторгшись на 1,8 км на территорию Эквадора и убив 24 повстанца, в том числе Рауля Рейеса, члена Верховного командования ФАРК. Это привело к Андскому дипломатическому кризису 2008 между Колумбией и Эквадором при поддержке Венесуэлы. 3 марта Иван Риос, ещё один член Верховного командования ФАРК, был убит начальником своей службы безопасности.
24 мая 2008 года колумбийский журнал «Revista Semana» опубликовал интервью с колумбийским министром обороны Хуаном Мануэлем Сантосом, в котором Сантос упомянул о смерти Мануэля Маруланды. Новость была подтверждена командиром ФАРК Тимолеоном Хименесом в интервью венесуэльскому телеканалу 25 мая 2008 года. Новым лидером ФАРК стал Альфонсо Кано.
В мае 2008 года ряд лидеров ультраправых отрядов были выданы США по обвинениям, связанным с наркотиками. В 2009 году выданный американцам Сальваторе Манкусо заявил, что АУК поддержали избрание Урибе в 2002 году, но это было результатом их идеологической борьбы внутри организации, а не результатом какой-либо договоренности.
2 июля 2008 года колумбийские вооруженные силы начали операцию «Jaque», в ходе которой были освобождены 15 политических заложников, включая бывшего кандидата в президенты Ингрид Бетанкур, американских граждан Марка Гонсалвеса, Томаса Хоуса и Кейт Стенселл и 11 колумбийских солдат и полицейских. Два члена ФАРК были арестованы. Успех этой операции был представлен колумбийским правительством как доказательство того, что влияние ФАРК сокращается.
26 октября 2008 года экс-конгрессмен Оскар Тулио Лискано бежал после 8 лет плена вместе с повстанцем ФАРК, которого он убедил бежать с ним. Вскоре после освобождения Лискано вице-президент Колумбии Франсиско Сантос Кальдерон назвал ФАРК «бумажным тигром» Латинской Америки, добавив, что влияние ФАРК «уменьшилась до размера, при котором они представляют минимальную угрозу для безопасности страны». Тем не менее он предупредил о неуместности преждевременного триумфа, поскольку «дробление отрядов повстанцев займет некоторое время», а 500000 квадратных километров джунглей не позволяет эффективно их выслеживать.
В ответ на заявление правительства в начале 2009 года ФАРК перешли к осуществлению плана «Возрождение», чтобы избежать поражения. Они планировали усилить партизанскую войну с применением мин, снайперов и взрывов в городах, а также купить ракеты для борьбы с колумбийскими ВВС.
В феврале 2009 года партизаны отпустили 6 заложников в качестве жеста доброй воли. В марте они выпустили шведского пленника Эрика Роланда Ларссона.
В апреле 2009 года колумбийские вооруженные силы начали массированное наступление в границах районов, где ФАРК по-прежнему имеет сильное военное присутствие, особенно в Араука, рядом с венесуэльской границей.
В ноябре 2009 года девять колумбийских солдат были убиты, когда их пост был атакован партизанами в юго-западной части страны.
22 декабря 2009 года боевики ФАРК ворвались в дом провинциального губернатора Луиса Франсиско Куэльяра, убив одного полицейского и ранив двоих. Куэльяр был найден мертвым на следующий день.
1 января 2010 года 18 повстанцев были убиты, когда колумбийские ВВС разбомбили лагерь в джунглях Южной Колумбии. Затем бойцы элитной «Целевой группы Омега» ворвались в лагерь, захватив пятнадцать повстанцев ФАРК, а также 25 винтовок и взрывчатку, а также разведывательную информацию. В юго-западной части Колумбии повстанцы напали из засады на армейский патруль, убив одного солдата.

### 2010—2019
Когда Хуан Мануэль Сантос был избран президентом в августе 2010 года, он обещал продолжать наступление на повстанческие движения. В течение месяца после его инаугурации от рук повстанцев ФАРК и АНО погибло около 50 солдат и полицейских в нападениях по всей стране. 
В сентябре был убит второй человек в структуре ФАРК, Моно Хохой. 
К концу 2010 года стало очевидным, что новые ультраправые группировки, типа «Los Rastrojos» и «Águilas Negras» (Черные орлы) представляют не меньшую угрозу для правительства, чем ФАРК и АНО.
К началу 2011 года колумбийские власти и средства массовой информации сообщили, что ФАРК частично меняют тактику борьбы, переходя от партизанской войны к «войне боевиков». Это означало, что они в большей мере действуют в гражданской одежде, скрываясь среди гражданского населения. 
В начале января 2011 колумбийская армия заявила, что ФАРК насчитывают порядка 18 тыс. членов, половина из них — ополченцы.
Колумбийский Конгресс выступил с заявлением, утверждая, что ФАРК имеет «сильное присутствие» в примерно одной трети Колумбии, в то время как их нападения на силы безопасности «продолжают расти» в течение 2010—2011 годов.
27 августа 2012 года Сантос объявил, что колумбийское правительство занялось предварительными переговорами с ФАРК с целью добиться прекращения конфликта. 
Первый раунд переговоров состоялся в Осло 18 октября 2012 года, затем переговоры были перенесены в Гавану.
23 августа 2013 года Сантос отозвал из Гаваны правительственную делегацию, приостановив мирные переговоры. Причиной этого стали два нападения повстанцев на государственные учреждения в конце июля, а также разногласия между повстанцами и правительством о форме мирного соглашения: официальные власти Колумбии намерены вынести требования представителей ФАРК на всенародный референдум, делегаты со стороны группировки требуют созвать учредительное собрание, которое внесёт поправки в конституцию страны, согласно заключённым соглашениям. 
20 сентября 2013 переговоры были возобновлены, а 16 мая 2014 года правительство Колумбии и повстанцы договорились сообща бороться с незаконным оборотом наркотиков.
25 августа 2016 года Правительство Колумбии и повстанцы-марксисты группировки ФАРК заключили мир. Президент Колумбии Хуан Мануэль Сантос назвал этот день «историческим» и отметил, что референдум, на котором колумбийцы должны одобрить или отвергнуть мирный договор, состоится в октябре.
26 сентября 2016  президент Хуан Мануэль Сантос и глава группировки Революционные вооруженные силы Колумбии (ФАРК) Родриго Лондоньо Эчеверри подписали в Картахене соглашение о завершении конфликта и создании прочного и устойчивого мира. 
В том же году Хуан Мануэль Сантос стал лауреатом Нобелевской премии мира, за активное участие в мирном урегулировании конфликта.
Впрочем, в ходе референдума 2 октября граждане Колумбии на  всенародном референдуме большинством 50,23 % голосов отвергли мирное соглашение между правительством и повстанцами, однако режим прекращения огня продолжил действовать.
17 января 2019 года произошло нападение на полицейскую академию в Боготе. В результате 21 человек погиб и 68 получили ранения. Ответственность за нападение взяли на себя повстанцы Армии национального освобождения.

## Роль Соединенных Штатов в конфликте

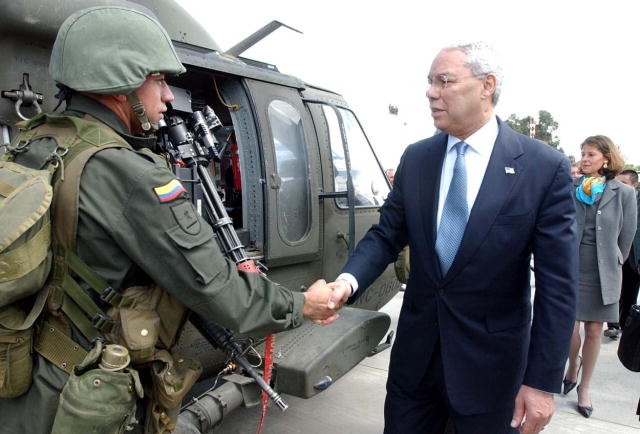
Колин Пауэлл, Государственный секретарь США, во время визита в Колумбию

Соединенные Штаты принимали активное участие в ходе конфликта, с самого начала, когда в начале 1960-х годов правительство США призвало колумбийских военных атаковать левых боевиков в сельской местности Колумбии. Это было частью борьбы США против коммунизма.
В декабре 2013 года Washington Post опубликовала тайную программу ЦРУ, датированную началом 2000-х годов, которая предусматривала помощь колумбийскому правительству в разведке и поставки систем наведения для авиаударов.
По состоянию на август 2004 года, США потратили $ 3 млрд в Колумбии, более чем 75 % из них — на военную помощь. До войны в Ираке Колумбия была третьим по величине получателем помощи США после Египта и Израиля. США держит штат из 400 военнослужащих и 400 гражданских советников в Колумбии.

## Использование противопехотных мин
С 1990 года более 10 000 человек были убиты или ранены в Колумбии противопехотными минами. ФАРК и АНО установили минные заграждения на площади порядка 100 квадратных километров. С 2000 года потери от подрыва на минах в Колумбии варьировались от 1300 до 550 в год.